# Meigné-le-Vicomte
Meigné-le-Vicomte är en kommun i departementet Maine-et-Loire i regionen Pays de la Loire i nordvästra Frankrike. Kommunen ligger i kantonen Noyant som tillhör arrondissementet Saumur. År 2018 hade Meigné-le-Vicomte 335 invånare.

## Befolkningsutveckling
Antalet invånare i kommunen Meigné-le-Vicomte
| Referens: INSEE |